# 欧里庞
欧里庞（英語：Eurypon）：欧里庞提德家族即以其命名。普鲁塔克称其为“第一个放松自己的统治及分散过度集权以求得民心和众望的国王”。有的古典作家认为他领导了一些在曼丁尼亚和阿卡狄亚的战争。